# Камінське (Росія)
Камі́нське (рос. Каминское) — село у складі Куртамиського округу Курганської області, Росія.
Населення — 482 особи (2010, 773 у 2002).
Національний склад станом на 2002 рік:
- росіяни — 98 %